# Языки Сомалиленда
Большинство людей в Сомалиленде говорят, по крайней мере, на двух из трёх государственных официальных языков: сомалийский, английский, арабский. Статья №6 Конституции 2001 года назначила официальным языком Сомалиленда сомалийский и английский, хотя арабский язык является обязательным в школе и мечетях вокруг региона, позже ему был дан официальный статус. На английском говорят активно и преподают в школах.